# یوجی‌جوکوگو

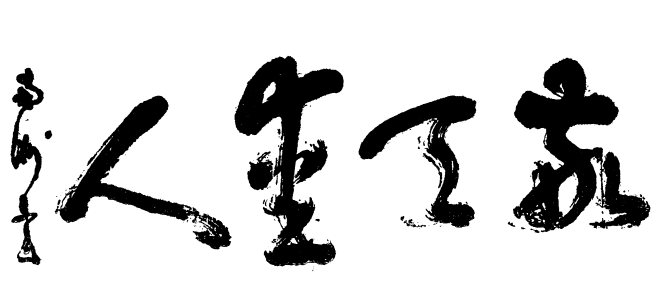
مثال از سایگو تاکاموری، بهشت را احترام بگذارید، مردم را دوست داشته باشید

یوجی‌جوکوگو (به ژاپنی: 四字熟語 Yojijukugo) یک تکواژه در زبان ژاپنی است که از چهار کانجی (نویسه‌های چینی) تشکیل شده‌است. ترجمه‌های انگلیسی یوجی‌جوکوگو شامل «ترکیب چهار حرف»، «اصطلاح چهار کاراکتر»، «عبارت اصطلاح چهار کاراکتر» و «ترکیب اصطلاح چهار کاراکتر» است.